# 透明人間
透明人間（とうめいにんげん、Invisible Man）とはフィクションに登場する、肉体が透明で、姿を見ることができない人間のこと。一見似ている幽霊やゴーストとは多くの場合全く別の存在である。

## 概要
透明人間は体が全く見えず、その体を透かして向こう側の景色を見ることができる。そこにいてもわからないが、感触では確認できる。
SFや怪奇小説などで繰り返し用いられているテーマである。その特殊性から悪役として登場する事が多いが、主人公や正義の味方として活躍する作品もある。透明であることを隠すため、頭巾を被ったり、包帯で顔をぐるぐる巻きにして目にはしばしばサングラスをかけているというのが、もっとも典型的な姿である。
H.G.ウエルズの透明人間は、薬を飲んで透明になった。また、タバコを吸えば、煙が気管を通るのが見えたという。これは、どうやら肉体が変化して空気と屈折率が等しくなった状態であると推測される。また、作品によっては光を回折させて透明になる、背景に合わせて服などが変色し、カメレオンのように周囲に溶け込こむ、という設定のものもある。
もっとも、可視波長で透明であっても、体温がある限り熱の輻射があるため、赤外線で観測すれば透明人間というより、「人型の発光体」として写ることになる。

## 伝承
透明人間ではないにせよ、それに類するものは伝承にも見られ、古くからのあこがれであり得たことがわかる。神や物の怪は往々にして目に見えない存在として描かれるが、それが手を触れられない物ならばそれも当然である。しかし、よりしっかりとした実体を持つものでありながら姿が見えない場合、それは透明になれるから、と言う説明がある。たとえば、コロポックルや天狗は目に見えなくなることが出来て、それは隠れ蓑というものを利用している（彦一#主な説話「天狗の隠れ蓑」）。したがって、これを奪えば姿が現れるし、人間がこれをかぶればまさしく透明人間になれる。
プラトンは、『国家』の中で、「正義の他律性」を表現するための思考実験として、「ギュゲスの指輪」という透明人間になれる装置に言及している。日本の狂言の演目『居杭』では「隠れ頭巾」を被ることにより姿を消す内容となっている。

## 実現性
不可視化する技法として現実に研究されているのは、体表面での反射を工夫し存在感を隠す光学迷彩という手法である。
体自体を透明化させようとすると人間の場合、血液を透明にすることはできずヘモグロビンから鉄を除去して透明にすると酸素が送られなくなり窒息死してしまい、血管だけが見えるのは透明人間とはいえない。透明化ができたとして、光の屈折によりその人がいる場所の向こうの背景が歪み、屈折による反射で体周辺が光ってしまう。体が健康のまま光の屈折もなく透明化すると眼球に入った光が屈折して網膜に映し出されていたのが起こらず、何も見えなくなってしまい、目に入った光は屈折させて網膜を不透明にするとその部分だけ実体化して浮くため、目立ってしまい実現できない。
柳田理科雄は光学迷彩の技術を応用してぴったりしたスーツに超小型カメラとディスプレイを投影させる装置をモザイク状に体に身に着け、背後のカメラで撮った風景を前面のディスプレイに映し出すとうまくいきそうだが、体の厚みで地面や壁が盛り上がり、周囲の人との距離を考えて投影する映像の大小を調節しなくてはならない欠点を指摘した。柳田は透明人間が役立つのは人目の少ない深夜、人口密度の低い砂漠など一部に限られるとしている。
物理学者で随筆家であった寺田寅彦は、「（ウェルズの作品は）透明と不可視（invisible）とは異なるので題名の訳は不適当」 「全身の屈折率が空気と同じなら眼球は機能しない」、そして不可視の生物は本質的に存在し得ないのではないかと述べている。

### 現実の関連技術
アメリカ軍が未来の軍隊に装備させるためにナノテクノロジーを応用した透明になる兵隊服をマサチューセッツ工科大学（MIT）に依頼した。
2003年に東京大学において、背後の風景を投射することで光学迷彩を実現するコートを発表した（光学迷彩の項目を参照）。
映画やテレビ映像上では、クロマキー合成により擬似的に透明人間を作り出すことができる。

## 比喩
英語の「Invisible Man」や「透明人間」は、転じて比喩的に影の薄い人を指す言葉として用いられることもある。ラルフ・エリソン作『見えない人間』（Invisible Man）などの文学では、白人から存在を無視され続けるアメリカ黒人青年のアイデンティティーを扱っている。

## 透明人間をテーマとした主な作品

### 小説
- 『透明人間』 The Invisible Man （ハーバート・ジョージ・ウェルズ、1897年）
- 『透明人間の告白』 Memoirs of an Invisible Man （H・F・セイント、1987年）
- 『透明の人間』（槙尾栄、1928年）
- 『白蛾』（香山滋、1948年）
- 『透明怪人』（江戸川乱歩、1951年）
- 『君待秋ラは透きとおる』（詠坂雄二、2019年）

### 戯曲
- 『透明人間』（唐十郎、1991年）

### 映画
- 『透明人間』（1933年、ジェイムズ・ホエール）
- 『透明人間現わる』（1949年、大映、安達伸生・円谷英二特撮）
- 『透明人間』（1954年、東宝、小田基義・円谷英二特撮）
- 『透明人間と蝿男』（1957年、大映、村山三男・的場徹特撮）
- 『透明人間』（THE INVISIBLE MAN：1975年、ロバート・マイケル・ルイス）
- 『透明人間』（MEMOIRS OF AN INVISIBLE MAN：1992年、ジョン・カーペンター）
- 『インビジブル』（HOLLOW MAN：2000年、ポール・バーホーベン）
- 『インビジブル2』（HOLLOW MAN II：2006年、クラウディオ・ファエ）
- 『ガーディアンズ』（Защитники：2017年、サリク・アンドレアシアン）
- 『透明人間』（2018年、スタジオポノック、山下明彦）
- 『透明人間』（2020年、リー・ワネル、1933年の映画のリブート作）

### テレビドラマ
- 『透明人間』（1958年、アメリカ。日本では1960年に日本テレビで放送された[10]。）
- 『俺は透明人間!』（1970年、フジテレビ）
- 『透明ドリちゃん』（1978年、テレビ朝日）
- 『透明人間』（1996年、日本テレビ）
- 『透明少女エア』（1998年、テレビ朝日）

### 舞台
- 『居杭』（『井杭』） - 狂言の演目の一つ、主人公が「隠れ頭巾」で透明人間となる
- 『透明人間レディ』2007年LIVEDOG（主演：穂花、落合祐里香 / 演出：宇治川まさなり / 脚本：石山英憲 / 企画：山田とゐち）

### 漫画
- 『アラバスター』（手塚治虫）
- 『Oh!透明人間』、『Oh!透明人間21』（中西やすひろ）
- 『トランスルーセント〜彼女は半透明〜』（岡本一広）
- 『透明人間の骨』（荻野純）

### 楽曲
- 『透明人間』（クニ河内、1974年）
- 『透明人間』（ずうとるび、1974年）
- 『透明人間』（ピンク・レディー、1978年）
- 『透明人間』（東京事変）
- 『透明人間』（稲葉浩志）
- 『とうめいにんげんなんだけど』（作詞：五味太郎 / 作曲：乾裕樹 / 『おかあさんといっしょ』1988年1月の「今月の歌」通算19曲目）
- 『インビジブル・マン』（クイーン）
- 『INVISIBLE MAN』（コブクロ）
- 『インビジブル』（kemu feat.GUMI）
- 『半透明人間』（back number）
- 『透明人間』（Perfume）

### その他
- 『帰ってきたウルトラマン』透明化する怪獣サータンが登場する。
- 「ギュゲースの指輪」 - プラトン「国家」に出てくるエピソード
- 『銀河鉄道999』 - 車掌の正体は高圧ガス体の透明人間である。
- 『斉木楠雄のΨ難』　主人公は透明化する能力をもっている。
- 『SKET DANCE』
- 『ドラえもん』　「透明マント」が登場する。
- 『僕のヒーローアカデミア』
- 『ぼくは王さま』（寺村輝夫） - 「とうめいにんげんの10時」「魔法使いのチョモチョモ」に登場
- 『山田くんと7人の魔女』

⋆『透明人間ミステロン』プロレスラー、試合はニコニコ動画で確認できる。